# 蝙蝠俠：阿卡漢系列
《蝙蝠俠：阿卡漢》是一款根據DC漫畫《蝙蝠俠》所改編的动作冒險潛入類遊戲系列，在Microsoft Windows、PlayStation 3和Xbox 360等遊戲機上發行。由Rocksteady Studios遊戲公司和蒙特利爾華納遊戲開發，Eidos Interactive與華納兄弟互動娛樂合作发行。系列首作《蝙蝠俠：阿卡漢瘋人院》於2009年8月25日從北美發行至全球，發行後獲得了全方面的讚賞，遊戲的成功使得Rocksteady繼續開發更多阿卡漢遊戲系列作品，其他還包括動畫電影、漫畫等其他影視作品。
首作和續作的遊戲劇情由蝙蝠俠系列的歷年編劇保羅·迪尼所編寫，由多年蝙蝠俠系列劇情所改編。《阿卡漢瘋人院》劇情主要講述蝙蝠俠於阿卡漢精神病院裏獨自對抗多年死敵—小丑並制止其陰謀，《阿卡漢城市》設定於前集一年後，蝙蝠俠制止並揭開掌管大型監獄「阿卡漢城市」的邪惡科學家雨果·史特蘭奇，《阿卡漢起源》作為系列前傳遊戲，剛出道不久的蝙蝠俠對抗黑面具所雇用的八名最強刺客，而最終作《阿卡漢騎士》講述蝙蝠俠對抗昔日強敵稻草人與一名神秘的新敵人「阿卡漢騎士」和其武裝部隊。
遊戲大部分配音演員都是歷年為DC動畫宇宙配音的演員，其中包括凱文·康羅伊（蝙蝠俠）、馬克·漢米爾（小丑）、艾琳·索金（哈莉·奎茵）。系列所有主要遊戲採用第三人稱遊戲角度，讓玩家以操控蝙蝠俠本人形式來在遊戲裏作戰。系列最新作則是《蝙蝠俠：阿卡漢VR》，為系列裏首部以虛擬現實操作的遊戲。

## 總覽
| 遊戲標題                    | 發行年份 | 電子遊戲機 | 電子遊戲機 | 電子遊戲機 | 電子遊戲機 | 電子遊戲機 | 電子遊戲機 | 電子遊戲機 | 電子遊戲機 | 電腦PC | 電腦PC | 掌機 | 掌機 | 手機 | 手機 | VR      |
| 遊戲標題                    | 發行年份 | PS3        | PS4        | PS5        | Wii U      | NS         | X360       | XOne       | XSX        | Mac    | Win    | 3DS  | Vita | 安卓 | iOS  | Quest 3 |
| --------------------------- | -------- | ---------- | ---------- | ---------- | ---------- | ---------- | ---------- | ---------- | ---------- | ------ | ------ | ---- | ---- | ---- | ---- | ------- |
| 蝙蝠俠：阿卡漢瘋人院        | 2009     | 是         | 是         | 否         | 否         | 是         | 是         | 是         | 否         | 是     | 是     | 否   | 否   | 否   | 否   | 否      |
| 蝙蝠俠：阿卡漢城市          | 2011     | 是         | 是         | 否         | 是         | 是         | 是         | 是         | 否         | 是     | 是     | 否   | 否   | 否   | 否   | 否      |
| 蝙蝠俠：阿卡漢城市 封閉     | 2011     | 否         | 否         | 否         | 否         | 否         | 否         | 否         | 否         | 否     | 否     | 否   | 否   | 是   | 是   | 否      |
| 蝙蝠俠：阿卡漢起源          | 2013     | 是         | 否         | 否         | 是         | 否         | 是         | 否         | 否         | 否     | 是     | 否   | 否   | 否   | 否   | 否      |
| 蝙蝠俠：阿卡漢起源 (手機版) | 2013     | 否         | 否         | 否         | 否         | 否         | 否         | 否         | 否         | 否     | 否     | 否   | 否   | 是   | 是   | 否      |
| 蝙蝠俠：阿卡漢起源 黑門     | 2013     | 是         | 否         | 否         | 是         | 否         | 是         | 否         | 否         | 否     | 是     | 是   | 是   | 否   | 否   | 否      |
| 蝙蝠俠：阿卡漢騎士          | 2015     | 否         | 是         | 是         | 否         | 是         | 否         | 是         | 否         | 否     | 是     | 否   | 否   | 否   | 否   | 否      |
| 蝙蝠俠：阿卡漢地獄          | 2016     | 否         | 否         | 否         | 否         | 否         | 否         | 否         | 否         | 否     | 否     | 否   | 否   | 是   | 是   | 否      |
| 蝙蝠俠：阿卡漢VR            | 2016     | 否         | 是         | 否         | 否         | 否         | 否         | 否         | 否         | 否     | 是     | 否   | 否   | 否   | 否   | 否      |
| 自殺突擊隊：戰勝正義聯盟    | 2024     | 否         | 否         | 是         | 否         | 否         | 否         | 否         | 是         | 否     | 是     | 否   | 否   | 否   | 否   | 否      |
| 蝙蝠俠：阿卡漢之影          | 2024     | 否         | 否         | 否         | 否         | 否         | 否         | 否         | 否         | 否     | 否     | 否   | 否   | 否   | 否   | 是      |
| 注明 1. 2. 3.               |          |            |            |            |            |            |            |            |            |        |        |      |      |      |      |         |

## 遊戲

### 主要系列

#### 蝙蝠俠：阿卡漢瘋人院（2009年）
《蝙蝠俠：阿卡漢瘋人院》（英語：Batman: Arkham Asylum）是系列首作，劇情由蝙蝠俠影視作品的歷年編劇保羅·迪尼所編寫，由Rocksteady Studios進行遊戲開發。在這集中，蝙蝠俠的多年死敵—小丑率領大軍佔領高譚市專門關押重度精神罪犯的阿卡漢精神病院，將蝙蝠俠和其他危險敵人困於其中。小丑威脅會炸毀整座城市讓外界無法實施救援，蝙蝠俠突破小丑準備的一個又一個陷阱，最後發現小丑的真正目的是為了製造一種稱為「泰坦毒液」（TITAN）的化學配方，其能夠強化人體結構並勢不可擋。為了阻止小丑用此配方摧毀城市，蝙蝠俠只能在病院裡獨自作戰，想辦法制止小丑的陰謀。

#### 蝙蝠俠：阿卡漢城市（2011年）
《蝙蝠俠：阿卡漢城市》為系列第二作，劇情由保羅·迪尼伴隨著保羅·克羅克和賽夫頓·希爾所編寫，再次由Rocksteady Studios進行遊戲開發。故事設定於前作的一年後，地點位於一座新建立的大型開放式監獄「阿卡漢城市」（Arkham City），由高譚市最老舊的街區所改建、並與新城市街區完全隔離的監獄，並收押高譚市所有的罪犯。蝙蝠俠必須揭開邪惡科學家兼監獄主管雨果·史特蘭奇即將實施的「十號規程」（Protocol 10）。這次蝙蝠俠將面對比前作還要多的敵人，包括死敵小丑、哈莉·奎茵、雙面人、企鵝人、急凍人、忍者大師等。

#### 蝙蝠俠：阿卡漢起源（2013年）
《蝙蝠俠：阿卡漢起源》為系列第三作，同時也是發生於系列首作之前的前傳遊戲，由蒙特利爾華納遊戲公司接替Rocksteady Studios進行開發，並在Microsoft Windows、PlayStation 3、Xbox 360和Wii U上發行。劇情由多瑪·溫舒、瑞恩·格勒塔和克里·梅合作編寫，故事時間線位於系列首作《阿卡漢瘋人院》的五年前，專注於當時還年輕且還不成熟的蝙蝠俠。當時席捲權勢的黑幫大佬黑面具為殺死蝙蝠俠而放出高額懸賞，將世界各地的八名精英殺手—喪鐘、螢火蟲、死亡射手、班恩等，於聖誕節前夕帶到高譚市。遊戲敵人包括蝙蝠俠當時還未見過的小丑、企鵝人、無政府小子等，在全市警察追捕蝙蝠俠的時候，他們開始趁火打劫般的在城市裡製造慌亂。

#### 蝙蝠俠：阿卡漢騎士（2015年）
《蝙蝠俠：阿卡漢騎士》為系列第四作，延續《阿卡漢城市》的故事，並再次由Rocksteady Studios進行遊戲開發。由於保羅·迪尼於2012年8月時宣佈他將不再編寫此系列的劇情，劇情方面由賽夫頓·希爾、馬丁·蘭卡斯特和保羅·克魯克三人合作編寫。這次故事發生於阿卡漢城市的一年後，蝙蝠俠這次對抗捲土重來的昔日強敵—稻草人，其通過製造「恐懼」襲擊高譚市，縱使全城市民疏散。而稻草人與一名神秘的新敵人「阿卡漢騎士」聯手，召集所有蝙蝠俠的強大敵人們一起對抗他，意圖徹底摧毀蝙蝠俠的意志。蝙蝠俠於作戰時一直遭受阿卡漢騎士等敵人們干預，加上稻草人新製出的恐懼氣體而使他開始對“失去隊友”為之恐懼。遊戲還首次將蝙蝠車作為可操控對象，方便玩家在遊戲世界裡自由活動。

#### 自殺突擊隊：戰勝正義聯盟（2024年）
《自殺突擊隊：滅殺正義聯盟》（英語：Suicide Squad: Kill the Justice League）為系列第五作，背景延續《阿卡漢騎士》的故事，但故事焦點從蝙蝠俠轉移到自殺突擊隊上，由Rocksteady Studios進行遊戲開發。玩家將可扮演小隊成員哈莉·奎茵、迴旋鏢隊長、死亡射手和鯊魚王，一同對抗由超人領導的正義聯盟，當時集體遭外星強敵魔神腦所操縱。遊戲於Windows、PlayStation 5和Xbox Series X/S平台推出。

### 便攜式

#### 蝙蝠俠：阿卡漢城市 封閉（2011年）
《蝙蝠俠：阿卡漢城市 封閉》（英語：Batman: Arkham City Lockdown）是一部在iOS和安卓上發行的手機遊戲，由NetherRealm Studios開發。劇情發生於《阿卡漢城市》之前，蝙蝠俠必須阻止在高譚市街道上逃竄的罪犯。

#### 蝙蝠俠：阿卡漢起源 (手機版)（2013年）
《蝙蝠俠：阿卡漢起源 (手機版)》（英語：Batman: Arkham Origins (mobile)）是一部在iOS和安卓上發行的手機遊戲，同樣由NetherRealm Studios開發。和主要遊戲保持一樣的劇情，但會是不同的操作方式。

#### 蝙蝠俠：阿卡漢起源 黑門（2013年）
《蝙蝠俠：阿卡漢起源 黑門》（英語：Batman: Arkham Origins Blackgate）是一部在PlayStation Vita和Nintendo 3DS上發行的遊戲，由Armature Studio開發。劇情發生於《阿卡漢起源》的三個月後，蝙蝠俠協助警察調查於黑門監獄裏發生的神秘爆炸，並阻止囚犯掌控整座監獄。這部遊戲包含著遊戲配音陣容，登場敵人包括首遇的貓女，其他包括小丑、企鵝人和黑面具。於2014年4月1日發行的豪華版中包括新地圖、敵人數量、難度、蝙蝠戰服以及強化遊戲畫面，在PlayStation 3、Xbox 360、Wii U和Microsoft Windows上發行。

#### 蝙蝠俠：阿卡漢地獄（2016年）
《蝙蝠俠：阿卡漢地獄》（英語：Batman: Arkham Underworld）是一部在iOS和安卓上發行的手機遊戲，由Turbine, Inc.開發。劇情設定於首集《阿卡漢瘋人院》之前，玩家這次將操控多名蝙蝠俠的敵人，當中有謎語人、哈莉·奎茵、急凍人、殺手鱷、稻草人和班恩，在高譚市中建立據點、佔領區域、招募黨羽，面對的敵人包括蝙蝠俠，每一位角色的最終目標則是成為高譚市下一個「犯罪之王」。遊戲使用阿卡漢城市的平面地圖，並包含原來的配音陣容，比如凱文·康羅伊（蝙蝠俠）、塔拉·史壯（哈莉·奎茵）、迪諾·安卓拉迪（稻草人）、史蒂芬·布魯姆（殺手鱷）、莫瑞斯·拉馬歇（急凍人）等。

### 虛擬現實

#### 蝙蝠俠：阿卡漢VR（2016年）
《蝙蝠俠：阿卡漢VR》（英語：Batman: Arkham VR）是一部通過PlayStation VR來供玩家操作的系列首部虛擬現實遊戲，由Rocksteady Studios開發並於2016年10月發行。劇情設定本作的發生時間點約在阿卡漢城市結束後到阿卡漢騎士開始前。玩家在遊戲裏能親自以蝙蝠俠的視野操作裝備、阻止敵人的陰謀。於2017年4月25日時，該遊戲發佈Oculus Rift和HTC Vive系統以供玩家在Microsoft Window上操作。

## 人物與配音陣容
|                               | 蝙蝠俠：阿卡漢瘋人院 | 蝙蝠俠：阿卡漢城市 | 蝙蝠俠：阿卡漢城市 封閉 | 蝙蝠俠：阿卡漢起源 | 蝙蝠俠：阿卡漢起源 黑門 | 蝙蝠俠：阿卡漢騎士 | 蝙蝠俠：阿卡漢地狱 | 蝙蝠俠：阿卡漢VR |
| ----------------------------- | -------------------- | ------------------ | ----------------------- | ------------------ | ----------------------- | ------------------ | ------------------ | ---------------- |
| 2009                          | 2011                 | 2011               | 2013                    | 2013               | 2015                    | 2016               | 2016               |                  |
| 蝙蝠家族                      |                      |                    |                         |                    |                         |                    |                    |                  |
| 布魯斯·韋恩 蝙蝠俠            | 凱文·康羅伊          | 凱文·康羅伊        | 凱文·康羅伊             | 羅傑·克雷格·史密斯 | 羅傑·克雷格·史密斯      | 凱文·康羅伊        | 凱文·康羅伊        | 凱文·康羅伊      |
| 芭芭拉·高登 神諭 / 蝙蝠女     | 金柏莉·布魯克斯      | 金柏莉·布魯克斯    |                         | 凱絲利·蘭斯道恩    |                         | 艾希莉·葛林        |                    |                  |
| 詹姆斯·高登                   | 湯姆·肯恩            | 大衛·凱            |                         | 麥可·高斯          | 麥可·高斯               | 強納森·班克斯      |                    |                  |
| 阿福·潘尼沃斯                 |                      | 馬丁·賈維斯        |                         | 馬丁·賈維斯        |                         | 休·佛萊瑟          |                    | 休·佛萊瑟        |
| 蒂姆·德雷克 羅賓              |                      | 特羅伊·貝克        | 特羅伊·貝克             |                    |                         | 麥修·莫瑟          |                    | 湯姆·奧斯滕      |
| 迪克·格雷森 夜翼              |                      | （無聲音登場）     |                         | 喬許·基頓          |                         | 史考特·波特        |                    | （無聲音登場）   |
| 瑟琳娜·凱爾 貓女              |                      | 格蕾·德莱勒        |                         |                    | 格蕾·德莱勒             | 格蕾·德莱勒        | 格蕾·德莱勒        |                  |
| 傑森·托特 阿卡漢騎士 / 紅頭罩 |                      |                    |                         |                    |                         | 特羅伊·貝克        |                    | 特羅伊·貝克      |
| 敵人                          |                      |                    |                         |                    |                         |                    |                    |                  |
| 小丑                          | 馬克·漢米爾          | 馬克·漢米爾        | 馬克·漢米爾             | 特羅伊·貝克        | 特羅伊·貝克             | 馬克·漢米爾        |                    | 馬克·漢米爾      |
| 哈琳·奎澤 哈莉·奎茵           | 艾琳·索金            | 塔拉·史壯          | 塔拉·史壯               | 塔拉·史壯          |                         | 塔拉·史壯          | 塔拉·史壯          |                  |
| 強納森·克萊恩 稻草人          | 迪諾·安卓拉迪        |                    |                         |                    |                         | 約翰·諾伯          | 迪諾·安卓拉迪      |                  |
| 班恩                          | 佛萊德·塔阿索利      | 佛萊德·塔阿索利    |                         | J·B·布朗克         | （無聲音登場）          |                    | J·B·布朗克         |                  |
| 愛德華·尼格瑪 謎語人          | 沃利·溫格            | 沃利·溫格          |                         | 沃利·溫格          |                         | 沃利·溫格          | 沃利·溫格          | 沃利·溫格        |
| 韋倫·瓊斯 殺手鱷              | 史蒂芬·布魯姆        | 史蒂芬·布魯姆      |                         | 卡瑞·佩頓          |                         | 史蒂芬·布魯姆      | 卡瑞·佩頓          | 史蒂芬·布魯姆    |
| 潘蜜拉·愛絲利 毒藤女          | 泰西亞·瓦倫查        | 泰西亞·瓦倫查      | 艾米·卡利               |                    |                         | 泰西亞·瓦倫查      |                    |                  |
| 維克多·薩斯                   | 丹尼·雅各布斯        | 丹尼·雅各布斯      |                         |                    |                         |                    |                    |                  |
| 雨果·史特蘭奇                 |                      | 科瑞·波頓          | 科瑞·波頓               |                    |                         |                    |                    |                  |
| 奧斯瓦德·科波特 企鵝人        |                      | 諾蘭·諾斯          |                         | 諾蘭·諾斯          | 諾蘭·諾斯               | 諾蘭·諾斯          |                    | 伊恩·雷福德      |
| 哈維·丹特 雙面人              |                      | 特羅伊·貝克        | 特羅伊·貝克             |                    |                         | 特羅伊·貝克        | 特羅伊·貝克        |                  |
| 忍者大師                      |                      | 迪·布拉德利·貝克   |                         |                    |                         | 迪·布拉德利·貝克   |                    |                  |
| 塔莉亞·奧·古                  |                      | 史坦娜·卡蒂克      |                         |                    |                         |                    |                    |                  |
| 維克多·佛萊斯 急凍人          |                      | 莫瑞斯·拉馬歇      |                         | 莫瑞斯·拉馬歇      |                         | 莫瑞斯·拉馬歇      | 莫瑞斯·拉馬歇      |                  |
| 巴索·卡羅 泥面人              | （多數配音）         | 瑞克·D·沃瑟曼      |                         |                    |                         |                    |                    |                  |
| 所羅門·格蘭迪                 |                      | 佛萊德·塔阿索利    | 佛萊德·塔阿索利         |                    | TBA                     |                    |                    |                  |
| 佛洛伊德·勞頓 死亡射手        |                      | 克里斯·考克斯      |                         | 克里斯·考克斯      | 克里斯·考克斯           |                    |                    |                  |
| 傑維斯·泰奇 瘋帽客            |                      | 彼得·麥克尼可      |                         | 彼得·麥克尼可      |                         | 彼得·麥克尼可      |                    |                  |
| 羅曼·賽恩尼斯 黑面具          |                      | 諾蘭·諾斯          |                         | 布萊恩·布魯姆      | 布萊恩·布魯姆           | 布萊恩·布魯姆      |                    |                  |
| 湯瑪士·艾略特 緘默 / 身份竊賊 |                      | 凱文·康羅伊        |                         |                    |                         | 凱文·康羅伊        |                    |                  |
| 朱利安·戴 日曆人              |                      | 莫瑞斯·拉馬歇      |                         | （無聲音登場）     |                         |                    |                    |                  |
| 麥可·連恩 死亡天使            |                      | 卡瑞·佩頓          |                         |                    |                         | 卡瑞·佩頓          |                    |                  |
| 史萊德·威爾森 喪鐘            |                      |                    | 賴瑞·葛瑞姆             | 馬克·羅斯頓        |                         | 馬克·羅斯頓        |                    |                  |
| 銅頭蛇                        |                      |                    |                         | 羅莎·薩拉查        |                         |                    |                    |                  |
| 洛尼·馬欽 無政府小子          |                      |                    |                         | 麥修·莫瑟          |                         |                    |                    |                  |
| 加菲爾德·林斯 螢火蟲          |                      |                    |                         | 克里斯賓·佛里曼    |                         | 克里斯賓·佛里曼    |                    |                  |
| 雷斯特·布欽斯基 電刑者        |                      |                    |                         | 史蒂芬·布魯姆      |                         |                    |                    |                  |
| 西瓦女士                      |                      |                    |                         | 胡凱莉             |                         |                    |                    |                  |
| 柯克·朗斯通 人蝠              |                      |                    |                         |                    |                         | 洛倫·雷斯特        |                    |                  |
| 拉茲洛·瓦倫丁 豬教授          |                      |                    |                         |                    |                         | 德懷特·舒爾茨      |                    |                  |
| 約瑟夫·布萊克法爾 黑火執事    |                      |                    |                         |                    |                         | 馬克·沃登          |                    |                  |
| 其他人物                      |                      |                    |                         |                    |                         |                    |                    |                  |
| 奎西·夏普                     | 湯姆·肯恩            | 湯姆·肯恩          |                         | 湯姆·肯恩          |                         |                    |                    |                  |
| 亞倫·凱許                     | 德維恩·R·謝潑德      | 德維恩·R·謝潑德    |                         |                    |                         | 德維恩·R·謝潑德    |                    |                  |
| 阿瑪迪斯·阿卡漢               | 湯姆·肯恩            |                    |                         |                    |                         |                    |                    |                  |
| 法蘭克·鮑爾斯                 | 丹尼·雅各布斯        |                    |                         |                    |                         |                    |                    |                  |
| 佩內洛普·楊                   | 克莉·桑默            |                    |                         |                    |                         |                    |                    |                  |
| 湯瑪士·韋恩                   | 凱文·康羅伊          | （無聲音登場）     |                         | TBA                |                         | （無聲音登場）     |                    | 凱文·康羅伊      |
| 瑪莎·韋恩                     | 泰西亞·瓦倫查        | 泰西亞·瓦倫查      |                         | TBA                |                         | （無聲音登場）     |                    | 安卓莉亞·德克    |
| 傑克·萊德                     | 詹姆斯·霍蘭          | 詹姆斯·霍蘭        |                         | 詹姆斯·霍蘭        |                         | 詹姆斯·霍蘭        |                    |                  |
| 維琪·維爾                     |                      | 格蕾·德莱勒        |                         | 格蕾·德莱勒        |                         | 格蕾·德莱勒        |                    | 朱爾絲·德·瓊     |
| 諾菈·佛萊斯                   |                      | （無聲音登場）     |                         | （無聲音登場）     |                         | 茜茜·瓊斯          |                    |                  |
| 阿曼達·華勒                   |                      |                    |                         | C·C·H·龐德         | C·C·H·龐德              |                    |                    |                  |
| 哈維·布洛克                   |                      |                    |                         | 羅伯特·康斯坦佐    |                         |                    |                    |                  |
| 卡麥·法爾康尼                 |                      |                    |                         |                    |                         |                    | 強·波利羅          |                  |
| 喬·齊爾                       |                      |                    |                         |                    |                         |                    |                    | 葛倫·瓦格        |

## 其他媒體

### 漫畫
- 《蝙蝠俠：阿卡漢之路》（Batman: The Road to Arkham）：《阿卡漢瘋人院》的前傳漫畫，總共有十六頁；故事講述蝙蝠俠逮捕了剛襲擊市長辦公室的小丑，送他前往阿卡漢精神病院的途中，和神諭討論其他被蝙蝠俠先前逮捕的犯人們（包括毒藤女和維克多·薩斯）的序幕故事。
- 《蝙蝠俠：阿卡漢城市（英语：Batman: Arkham City (comic book)）》（Batman: Arkham City）：《阿卡漢城市》前傳漫畫，總共有五章節，分別講述位於《阿卡漢瘋人院》和《阿卡漢城市》之間發生的故事。劇情包括小丑和哈莉策劃逃亡、雨果·史特蘭奇派遣老虎保全隊去試探蝙蝠俠、以及蝙蝠俠被貓女營救的故事。
- 《蝙蝠俠：阿卡漢序幕》（Batman: Arkham Unhinged）：同樣是《阿卡漢城市》前傳漫畫，總共有58個章節，劇情詳細講述了遊戲之前發生的事情。
- 《蝙蝠俠：阿卡漢起源》（Batman: Arkham Origins）：《阿卡漢起源》的先行電子版前傳漫畫，作為遊戲的前傳。
- 《蝙蝠俠：阿卡漢騎士》（Batman: Arkham Knight）：《阿卡漢騎士》前傳漫畫，故事承接着《阿卡漢城市》結尾，講述阿卡漢騎士於城市裏干預蝙蝠俠的種種故事，登場人物還包括一系列遊戲原創人物。
- 《蝙蝠俠：阿卡漢騎士 – 蝙蝠女誕生》（Batman: Arkham Knight – Batgirl Begins）：《阿卡漢騎士》前傳漫畫，講述芭芭拉·高登受蝙蝠俠影響，首次扮成蝙蝠女經歷的前傳漫畫。
- 《蝙蝠俠：阿卡漢騎士 – 創世紀》（Batman: Arkham Knight – Genesis）：《阿卡漢騎士》前傳漫畫，講述阿卡漢騎士的種種起源。

### 電影
該電影於2013年10月20日宣布於聖地牙哥國際漫畫展，《蝙蝠俠：血濺阿卡漢》的故事以《蝙蝠俠：阿卡漢》系列為基礎。動畫電影以2D方式呈現，阿卡漢系列中的配音員也回歸該片配音，包括凱文·康羅伊配音蝙蝠俠及特洛伊·貝克配音小丑。電影於2014年8月12日上映。電影為《蝙蝠俠：阿卡漢起源》的續集，故事發生於《蝙蝠俠：阿卡漢瘋人院》的兩年前。

### 小說

#### 蝙蝠俠：阿卡漢騎士– 謎語人的妙招（2015）
全書共320頁，由亞歷山大·C·伊爾文所著，為《蝙蝠俠：阿卡漢騎士》的前傳故事。

#### 蝙蝠俠：阿卡漢騎士– 官方遊戲小說（2015）
官方遊戲小說，由馬夫·沃爾夫曼所著，於2015年7月發行。

## 評價
| 游戏                    | Metacritic                                           |
| ----------------------- | ---------------------------------------------------- |
| 蝙蝠俠：阿卡漢瘋人院    | 91 (PS3) 92 (X360) 91 (PC)                           |
| 蝙蝠俠：阿卡漢城市      | 96 (PS3) 94 (X360) 91 (PC) 85 (WiiU)                 |
| 蝙蝠俠：阿卡漢城市 封閉 | 69 (iOS)                                             |
| 蝙蝠俠：阿卡漢起源      | 76/100 (PS3) 74/100 (X360) 70/100 (WIIU) 74/100 (PC) |
| 蝙蝠俠：阿卡漢起源 黑門 | 68/100 (3DS) 61/100 (Vita)                           |
| 蝙蝠俠：阿卡漢騎士      | 88/100 (PS4) 86/100 (XONE) 70/100 (PC)               |